# Alabama Slammers
Die Alabama Slammers waren eine US-amerikanische Eishockeymannschaft aus Pelham, Alabama. Das Team spielte in der Saison 2003/04 in der World Hockey Association 2.

## Geschichte
Die Mannschaft wurde 2003 als Franchise der erstmals ausgetragenen World Hockey Association 2 gegründet. In ihrer einzigen Spielzeit belegten die Slammers den zweiten Platz der WHA2 nach der regulären Saison. In den anschließenden Playoffs unterlagen sie jedoch in der ersten Runde den Macon Trax mit einem Sweep in der Best-of-Three-Serie. Cheftrainer der Alabama Slammers war der Kanadier Garry Unger, der als aktiver Spieler mehrere Jahre in der National Hockey League bestritten hatte. Als die Liga schon nach einem Jahr wieder aufgelöst wurde, stellten auch die Slammers den Spielbetrieb ein.

## Saisonstatistik
Abkürzungen: GP = Spiele, W = Siege, L = Niederlagen, T = Unentschieden, OTL = Niederlagen nach Overtime SOL = Niederlagen nach Shootout, Pts = Punkte, GF = Erzielte Tore, GA = Gegentore, PIM = Strafminuten
| Saison  | GP | W  | L  | T | OTL | SOL | Pts | GF  | GA  | Platz    | Playoffs                       |
| 2003/04 | 58 | 34 | 20 | — | 2   | 2   | 72  | 224 | 196 | 2., WHA2 | Niederlage in der ersten Runde |

## Team-Rekorde

### Karriererekorde
Spiele: 58  Ryan Prentice,  Jorin Welsh
Tore: 31  Ryan Prentice
Assists: 69  Doug Lawrence
Punkte: 95  Doug Lawrence
Strafminuten: 215  Tom Wilson